# The Care Bears Movie
The Care Bears Movie (en Hispanoamérica, Los cariñositos: la película; en España, Los osos amorosos) es una película animada producida por la compañía canadiense Nelvana y estrenada en los Estados Unidos en 1985 por la compañía Metro-Goldwyn-Mayer. 

## Reparto
| Actor                | Personaje                                             |
| -------------------- | ----------------------------------------------------- |
| Mickey Rooney        | Nicholas Cherrywood (adulto)                          |
| Jackie Burroughs     | The Spirit                                            |
| Georgia Engel        | Love-a-Lot Bear                                       |
| Sunny Besen Thrasher | Jason                                                 |
| Eva Almos            | Friend Bear / Swift Heart Rabbit                      |
| Patricia Black       | Share Bear / Funshine Bear                            |
| Melleny Brown        | Cheer Bear / Baby Tugs Bear                           |
| Bobby Dermer         | Grumpy Bear                                           |
| Jayne Eastwood       | Birthday Bear                                         |
| Anni Evans           | Secret Bear / Champ Bear                              |
| Gloria Figura        | Bedtime Bear                                          |
| Cree Summer Francks  | Kim                                                   |
| Brian George         | Mr. Fetuccini                                         |
| Janet-Laine Green    | Wish Bear                                             |
| Luba Goy             | Lotsa Heart Elephant / Gentle Heart Lamb              |
| Terri Hawkes         | Baby Hugs Bear                                        |
| Dan Hennessey        | Brave Heart Lion                                      |
| Jim Henshaw          | Bright Heart Raccoon                                  |
| Hadley Kay           | Nicholas Cherrywood (quinceañero)                     |
| Marla Lukofsky       | Good Luck Bear / Playful Heart Monkey                 |
| Pauline Rennie       | Grams Bear / Cozy Heart Penguin                       |
| Billie Mae Richards  | Tenderheart Bear / Sra. Cherrywood                    |
| Brent Titcomb        | Voces adicionales                                     |
| Harry Dean Stanton   | Brave Heart Lion (voz cantante; versión banda sonora) |

## Banda sonora
La Banda Sonora fue lanzada en formato LP. Fue producida por Lou Adler, John Sebastian y Walt Woodward. Sus temas están escritos por Carole King, John Sebastian, Walt Woodward y David Bird, con letras adicionales de Ken Stephenson.
| Pista | Título                                  | Duración |
| ----- | --------------------------------------- | -------- |
| 1     | Care-a-lot                              | 2:50     |
| 2     | Nobody Cares Like a Bear                | 2:07     |
| 3     | Home is in Your Heart                   | 3:36     |
| 4     | Forest of Feelings                      |          |
| 5     | When You Care, You're Not Afraid to Try | 1:30     |
| 6     | Look Out! He's After You!               | 3:15     |
| 7     | In a Care Bear Family                   | 2:06     |